# Convextrocerus nititissimus
Convextrocerus nititissimus är en stekelart som först beskrevs av Giordani Soika 1936.  Convextrocerus nititissimus ingår i släktet Convextrocerus och familjen Eumenidae. Inga underarter finns listade i Catalogue of Life.